# Elias Gottlob Haussmann
Elias Gottlob Haussmann, conosciuto anche come Haußmann, Hausmann o Hausman (Gera, 1695 – Lipsia, 11 aprile 1774), è stato un pittore tedesco.

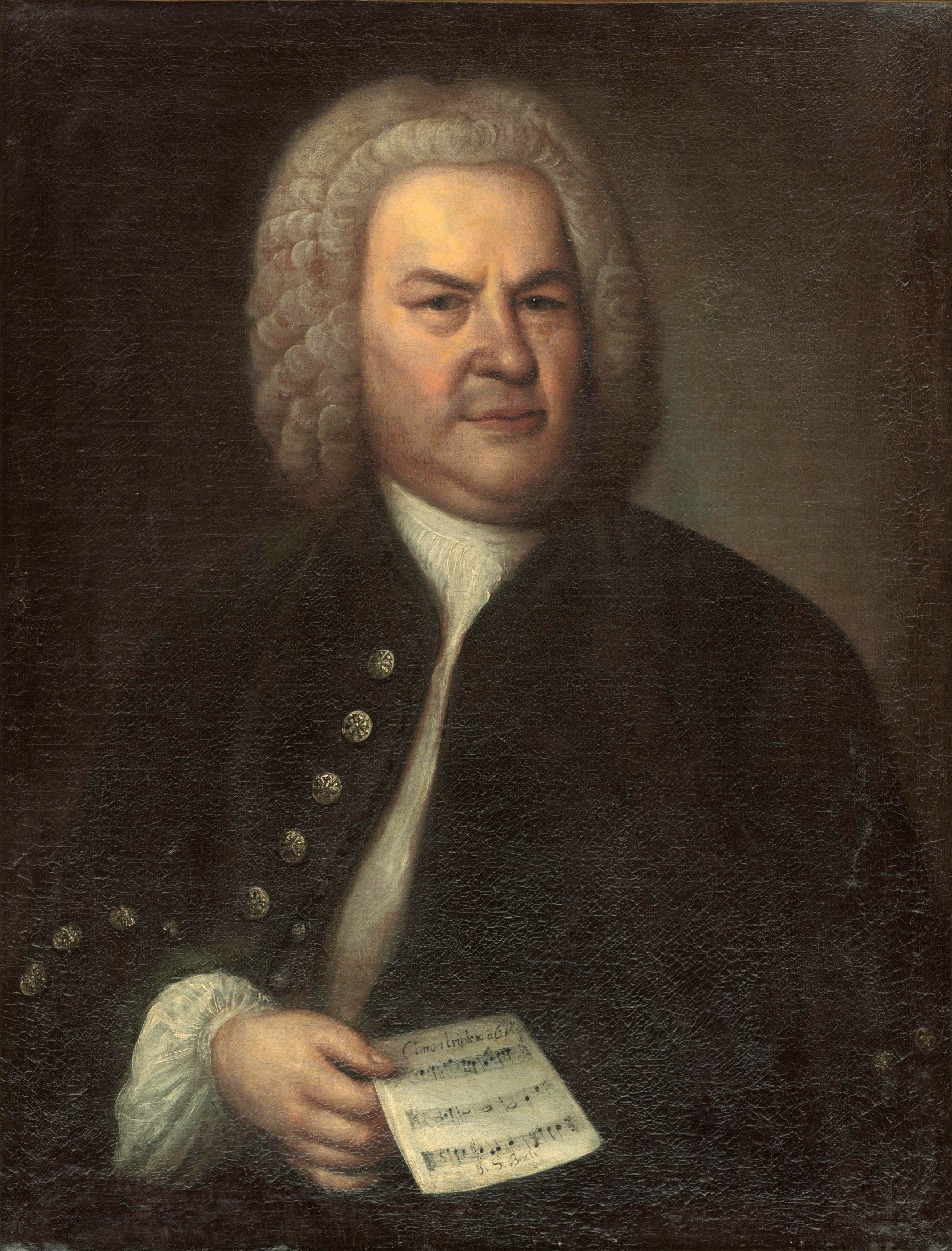
Johann Sebastian Bach, di Elias Gottlob Haussmann, olio su tela, 1746.

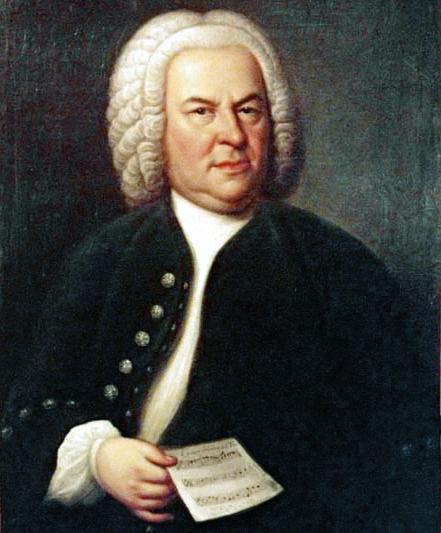
Johann Sebastian Bach, di Elias Gottlob Haussmann, olio su tela, 1748.

Haussmann lavorò alla corte di Dresda, e, nel 1720, iniziò a lavorare come ritrattista a Lipsia. Il suo dipinto più famoso è il ritratto di Johann Sebastian Bach,  realizzato in due versioni, una del 1746 e una del 1748.

## Biografia
Nato a Gera, Elias Gottlob Haussmann ricevette i primi rudimenti di pittura dal padre, Elias Haußmann (1663-1733), che era pittore per la corte d'Assia-Darmstadt. Entrò anch'egli al servizio della corte d'Assia-Darmstadt e venne menzionato in una lettera del settembre 1717 del principe Ernesto Luigi come figlio del nostro pittore di corte.
Il principe gli permise di effettuare un viaggio di studio attraverso la Germania, dove conobbe il ritrattista Francesco Carlo Rusca. Haussmann incontrò anche il pittore della corte di Dresda Adam Manyoki, che parlò favorevolmente di lui.
Dal 1720 Haussmann fu ritrattista a Lipsia, ma lasciò la città nel 1722, forse a causa di alcune incomprensioni con la Malerinnung, la gilda dei pittori. Nel 1723 venne nominato pittore di corte per l'elettore di Sassonia, ma nel 1725 tornò a Lipsia come ritrattista cittadino, dove ereditò la clientela del suo predecessore. Dopo il 1760 venne succeduto come ritrattista di Lipsia da Erns Gottlob e Anton Graff. Morì nel 1774.

## Opere
Il museo storico di Lipsia, dove è conservato il celebre ritratto di Johann Sebastian Bach, custodisce anche altri dipinti a olio di Haussmann e una varietà di sue incisioni su rame. Hausmann firmò regolarmente le sue opere con nome e data sul retro. Già dai primi ritratti, Haussmann manifestò una profonda passione per il dettaglio, unita al realismo delle espressioni del volto. Le opere più tarde, invece, mostrano una sorta di serialità delle realizzazioni, con stessi atteggiamenti e stesse espressioni nei diversi ritratti.
Alcuni suoi lavori ritraggono:
- Gottfried Wilhelm Küster (borgomastro).
- Kaspar Richter (borgomastro).
- Johann Jakob Mascov (giudice).
- Gottlieb Gauditz (pastore luterano).
- Christian Weisius (arcidiacono).
- Johann Zacharias (commerciante).
- Christian Gottfried Moerlin (giurista).
- August Friedrich Müller (docente universitario).
- Johann Sebastian Bach (compositore).
- Gottfried Reiche (trombettista).